# Zuzana Hofmannová
Zuzana Hofmannová, do 1981 roku Charvátová (ur. 15 czerwca 1959, zm. 31 lipca 2012 w Himalajach) – czeska taterniczka i alpinistka.
Zuzana Charvátová (Hofmannová) najaktywniej uprawiała wspinaczkę w latach 80. XX wieku, należała wówczas do kobiecej czołówki czechosłowackiej. Wspinała się zarówno w lecie i w zimie, również poza Tatrami, m.in. w Alpach (1979–1982 i 1984), na Kaukazie (1981), w Himalajach (1984) i w Andach (1985). Swoje największe wspinaczkowe sukcesy święciła w Alpach i na Kaukazie, gdzie przeszła szereg wielkich i trudnych ścian w zespołach typowo kobiecych (m.in. z Aleną Stehlíkovą) i mieszanych.
W roku 1984 zdobyła Dhaulagiri, później także Sziszapangmę (2004), Manaslu (2006), Czo Oju (2009) i Spantik (2011). 31 lipca 2012 roku weszła na szczyt Broad Peak, nie wróciła jednak do bazy – być może przyczyną śmierci była lawina.